# Каценеленбаум, Захарий Соломонович
Заха́рий Соломо́нович (За́лман Шлио́мович) Каценеленба́ум (22 февраля 1885, Сураж, Витебская губерния — 3 декабря 1961, Москва) — российский юрист и экономист. Профессор МГУ, один из основателей Госбанка СССР. Отец советского физика Бориса Каценеленбаума.

## Биография
Родился в семье купца Шлиомы Израилевича Каценеленбаума. Учился в еврейской школе. Окончил юридический факультет Московского университета в 1909 году. Работал в Азовско-Донском банке в Москве (1911—1917). Преподавал в Московском коммерческом институте (1910—1913).
С 1919 года — профессор прикладной экономики факультета общественных наук Московского университета, затем профессор факультета советского права (1925—1930).
После революции подпись З. Каценеленбаума стояла на советских дензнаках. Один из основателей Госбанка СССР (1921—1929).
17 сентября 1930 года арестован по делу о «контрреволюционной меньшевистской вредительской организации в Госбанке СССР». 25 апреля 1931 года осуждён коллегией ОГПУ на пять лет ИТЛ. Виновным себя не признал. Отбывал наказание в Вишлаге. В декабре 1931 года срок сокращён на один год. 2 сентября 1932 года заключение в ИТЛ заменено высылкой на оставшийся срок в Западную Сибирь, куда он и был перенаправлен. В 1933 году переведён на работу в Москву замначальника финансового отдела Московского управления Дальстроя.
Профессор Института цветных металлов и золота (1939—1941), Всесоюзного заочного финансового института (1943—1946). С 1945 года сотрудник Научно-исследовательского финансового института при НКФ СССР и профессор Московского финансового института, в период кампании борьбы с «космополитизмом» (1948) уволен. С 1955 года профессор Московского государственного экономического института.
Реабилитирован 3 октября 1957 года.
Печатался в «Праве», «Вестнике права и нотариата», «Сельском хозяйстве и лесоводстве», «Известиях Московской городской думы», «Юридическом вестнике».
Умер 3 декабря 1961 года в Москве.
Сын — советский радиофизик Борис Захарович Каценеленбаум
Брат — Моисей Соломонович Каценеленбаум (1888—1969) — советский врач.